# Adriaan Dewagtere
Adriaan Dewagtere, né le 4 juillet 2001, est un patineur de vitesse sur piste courte belge.

## Carrière

### Championnats d'Europe 2024
Aux Championnats d'Europe de patinage de vitesse sur piste courte 2024 à Gdańsk, il est médaillé d'argent avec le relais masculin et médaillé de bronze avec le relais mixte.

## Palmarès

### Championnats d'Europe
- Gdańsk 2024 :
  -  Médaille d'argent en relais masculin.
  -  Médaille d'argent en relais mixte.